# Гірські залізниці Індії
Гірські́ залізни́ці І́ндії — кілька залізниць в Індії, побудовані в гірських районах:
- Дарджилінзька Гімалайська залізниця (англ. Darjeeling Himalayan Railway),
- Гірська залізниця Нілґірі (англ. Nilgiri Mountain Railway),
- Залізниця Калка-Шімла (англ. Kalka-Shimla Railway).

Зараз ці залізниці разом становлять об'єкт Світової спадщини.
| Індія | Це незавершена стаття з географії Індії. Ви можете допомогти проєкту, виправивши або дописавши її. |

1. ↑  * Назва в офіційному англомовному списку